# Castelo de Cória

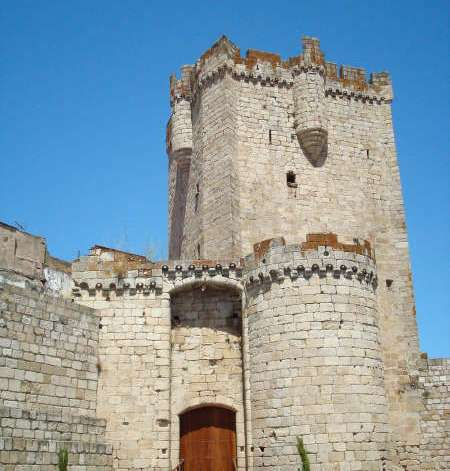
Castelo de Cória

O Castelo de Cória localiza-se no município de Cória, na província de Cáceres, comunidade autónoma da Estremadura, na Espanha.

## História
A primitiva ocupação de seu sítio remonta a uma fortificação romana.
A actual estrutura foi construída em 1472, por iniciativa do duque de Alba. Erguida sobre o troço Noroeste da primitiva muralha romana, consiste em uma torre de menagem de planta pentagonal, diante da qual se dispõe o chamado "castelejo", uma torre menor de planta semi-circular. O conjunto é rematado por ameias e por uma guarita semicircular em cada face. Todo o perímetro é decorado com arcos e bolas. O brasão de armas do duque encontra-se inscrito nas guaritas e sobre o portão de armas, em arco. Em estilo gótico tardio, a sua traça é do arquitecto Juan Carrera.
Actualmente encontra-se em mãos de particular.